# プナカ県
座標: 北緯27度40分 東経89度50分 / 北緯27.667度 東経89.833度

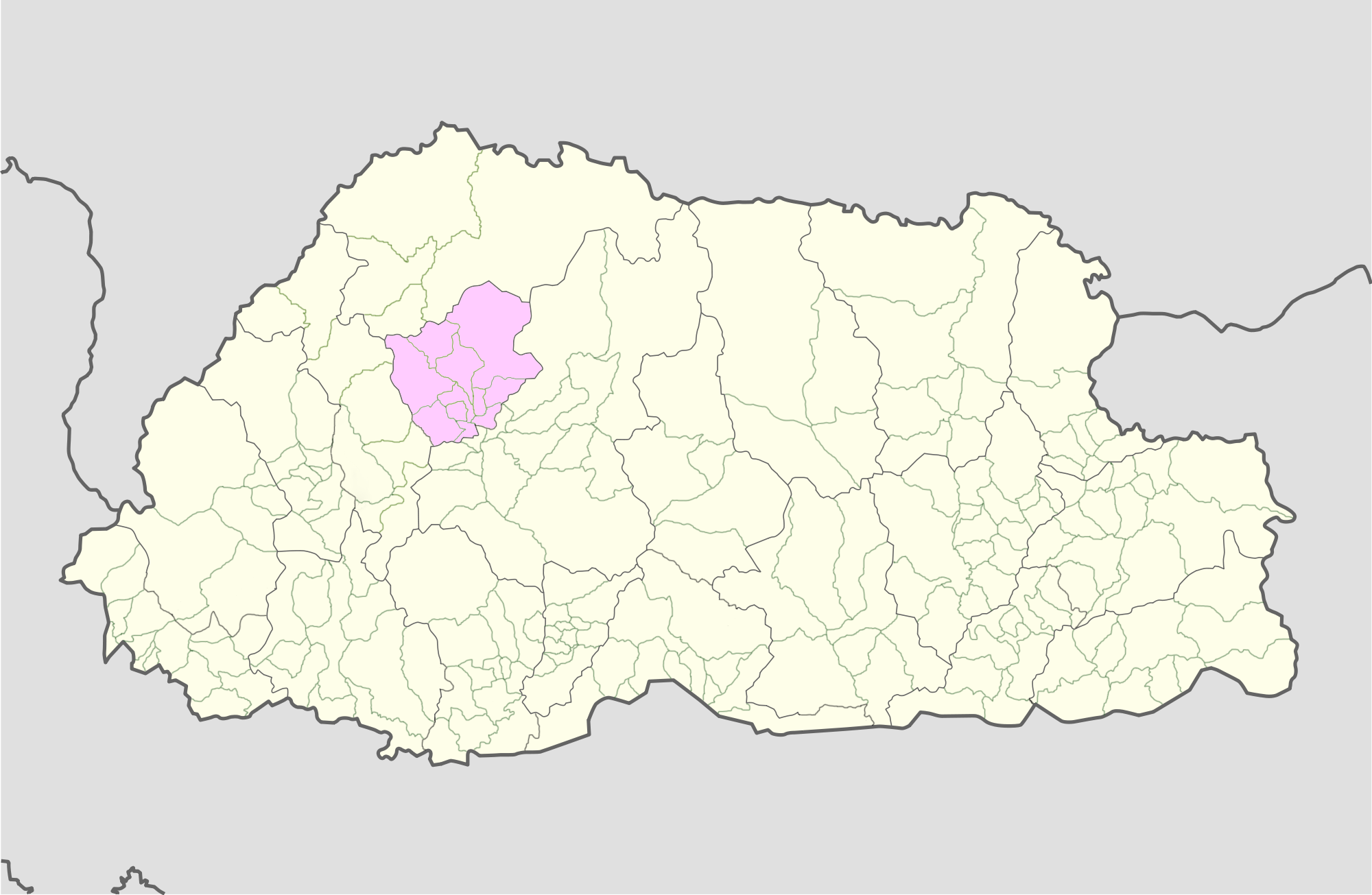
プナカ県の位置

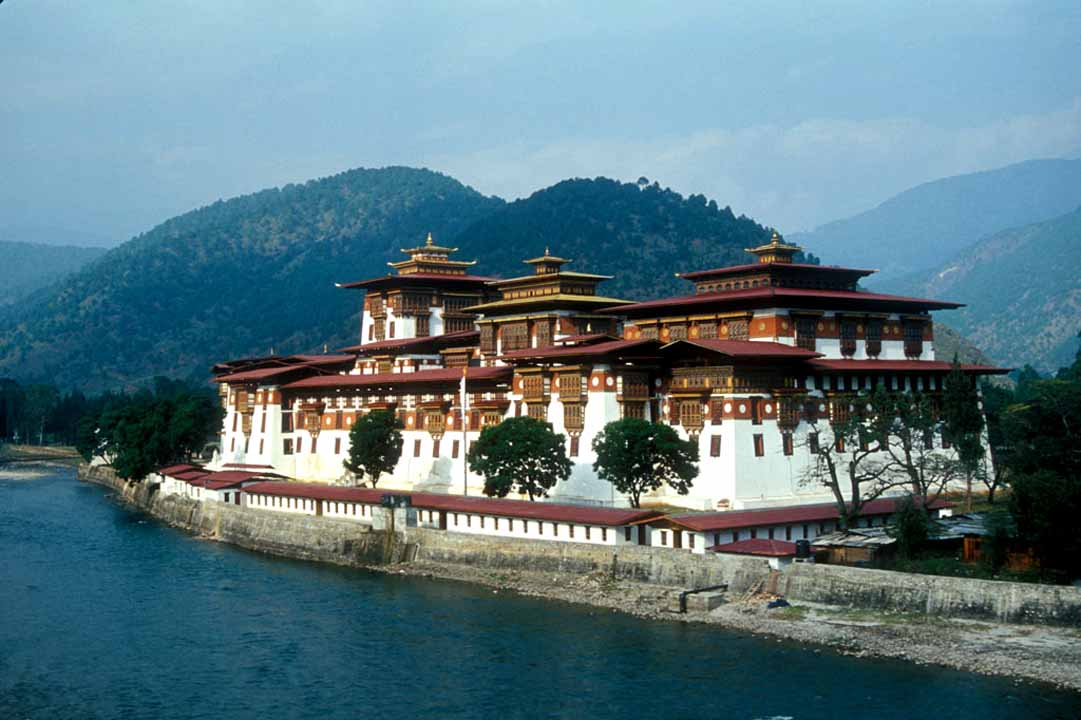
プナカ城の側を流れるモ・チュフ川

プナカ県（プナカけん、ゾンカ語:སྤུ་ན་ཁ་རྫོང་ཁག/ワイリー方式:Spu-na-kha rdzong-khag）は、ブータン中央部の県。
ティンプー県とガサ県、ワンデュ・ポダン県に接する。
国語のゾンカ語が主に用いられる。
面積は1110km2、2013年の人口は2万6981人、人口密度は24.3人/km2である。

## 文化
行政と宗教の中心であるプナカ城は、僧侶委員会の冬の会場である。
1680年から、プナカ城では国父であるガワン・ナムゲルの遺体の寝ずの番が行われている。
ガワン・ナムゲル時代（〜1651年）にはプナカ城はブータンの首都だった。
プナカ城は国内で最も歴史的な城の1つである。
17世紀にガワン・ナムゲルがフォ・チュフ川(男性)とモ・チュフ川(女性)の間に建設した。

## 行政区画
プナカ県は11の村に分かれる。
- バルプ村
- チュフブ村
- ヅォモ村（英語版）
- ゴエンシャリ村
- グマ村
- カブジサ村（英語版）
- リングムカ村（英語版）
- シェンガ・ブジメ村
- タロ村（英語版）
- トエピサ村（英語版）
- トエワング村（英語版）

## 地理
プナカ県の半分以上(チュフブ村、ゴエンシャリ村、カブジサ村、トエワング村)はジグメ・ドルジ国立公園に含まれる。
ティンプー県との境界には緑の回廊が通る。

## ギャラリー

プナカ県
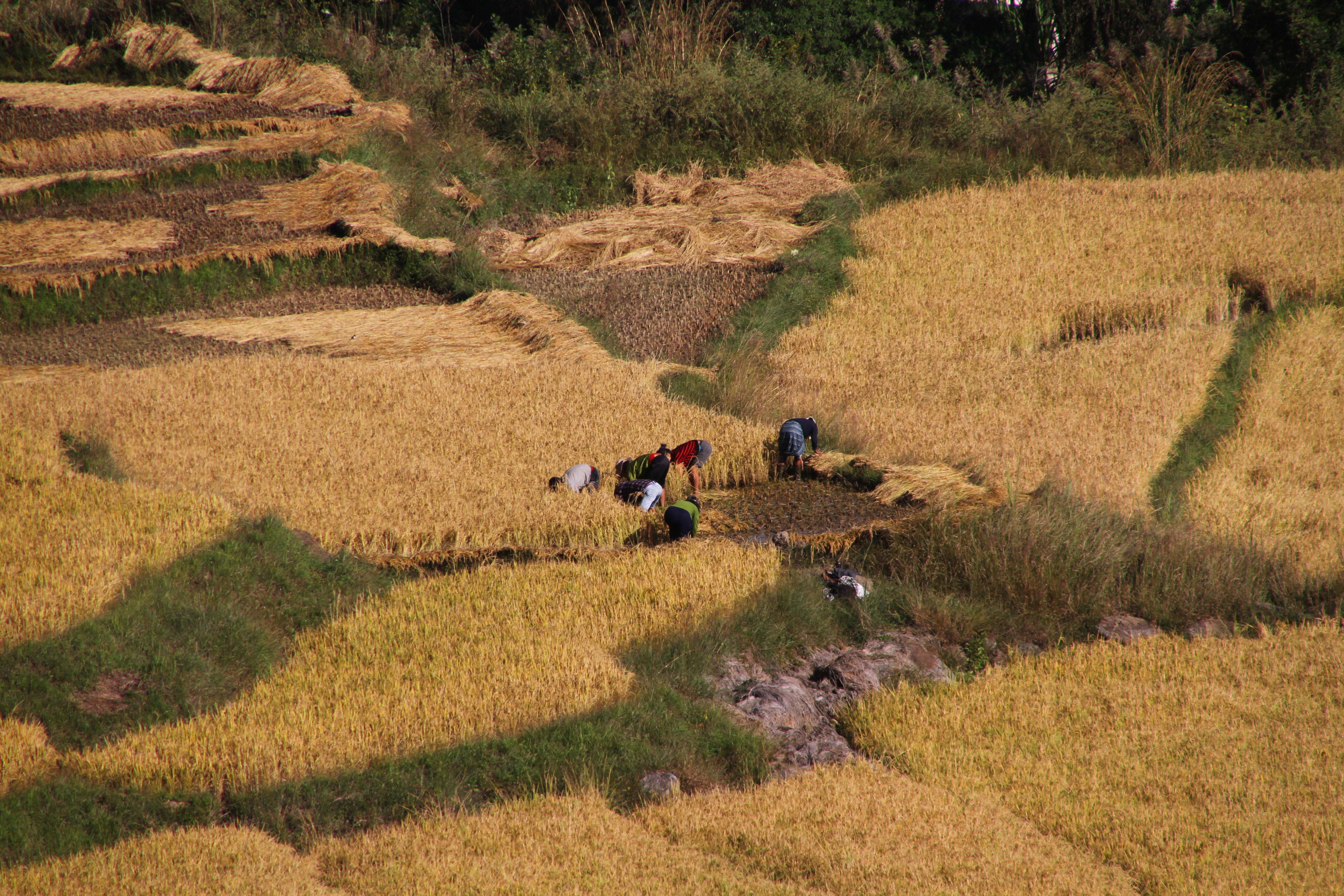
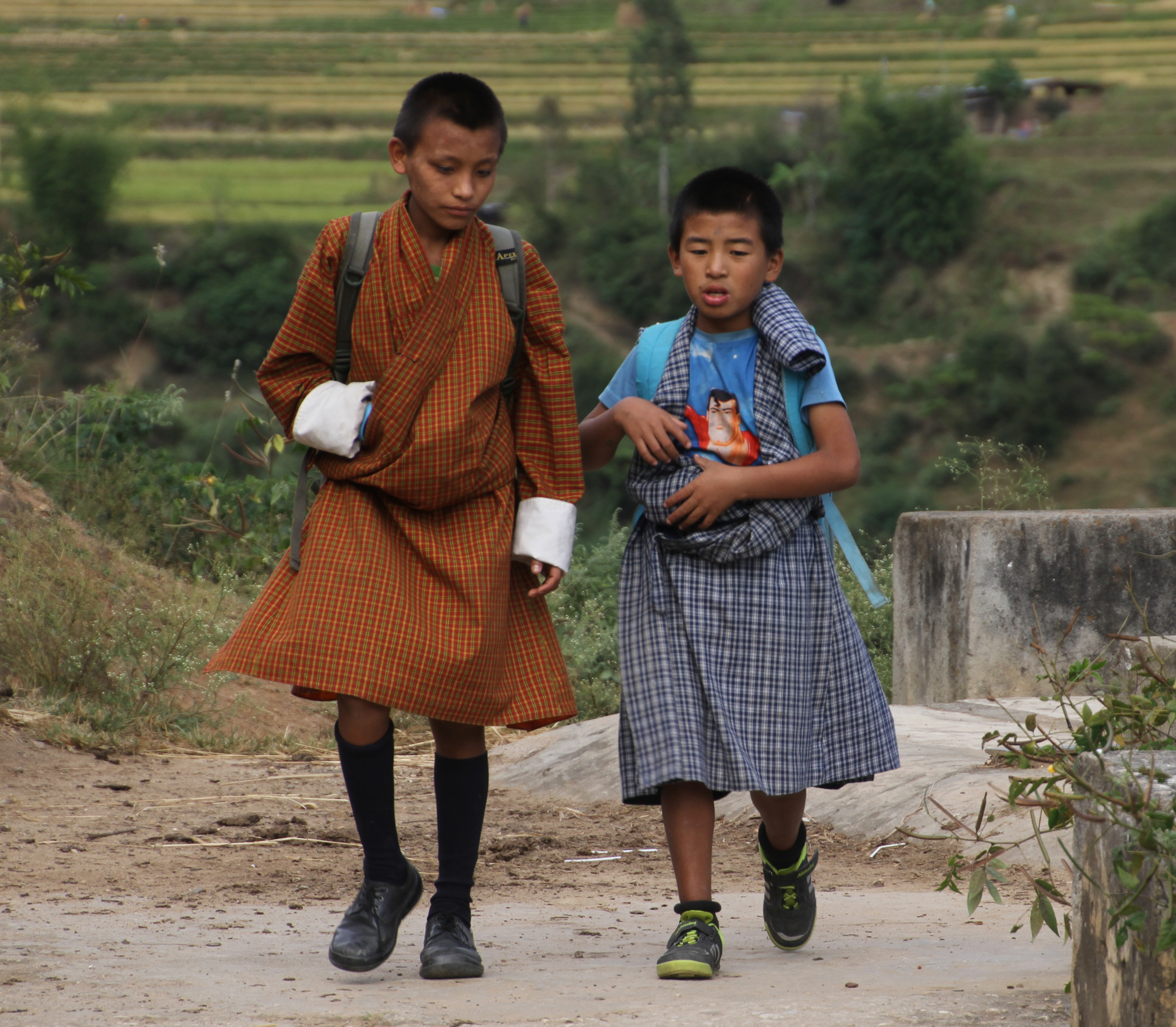
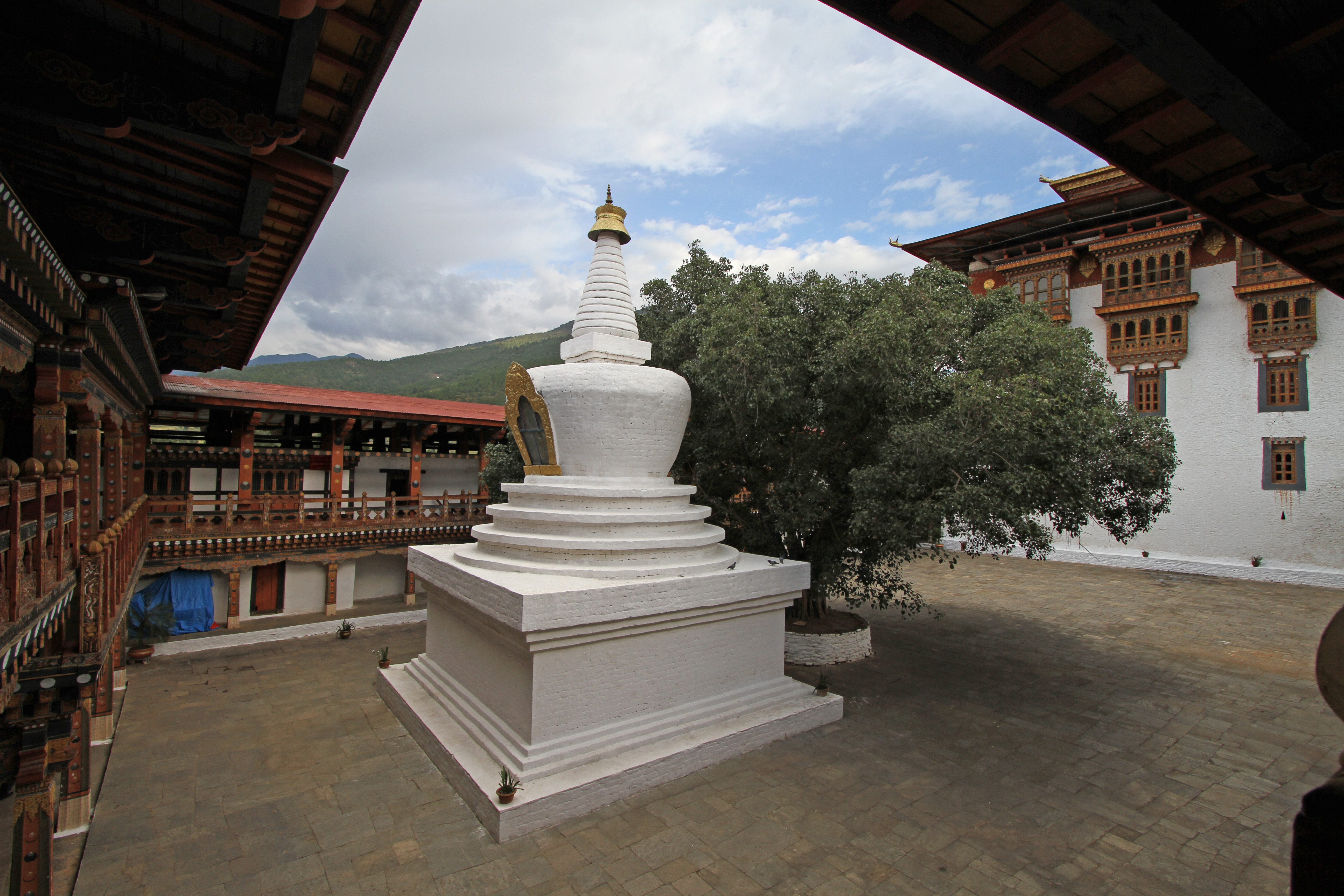
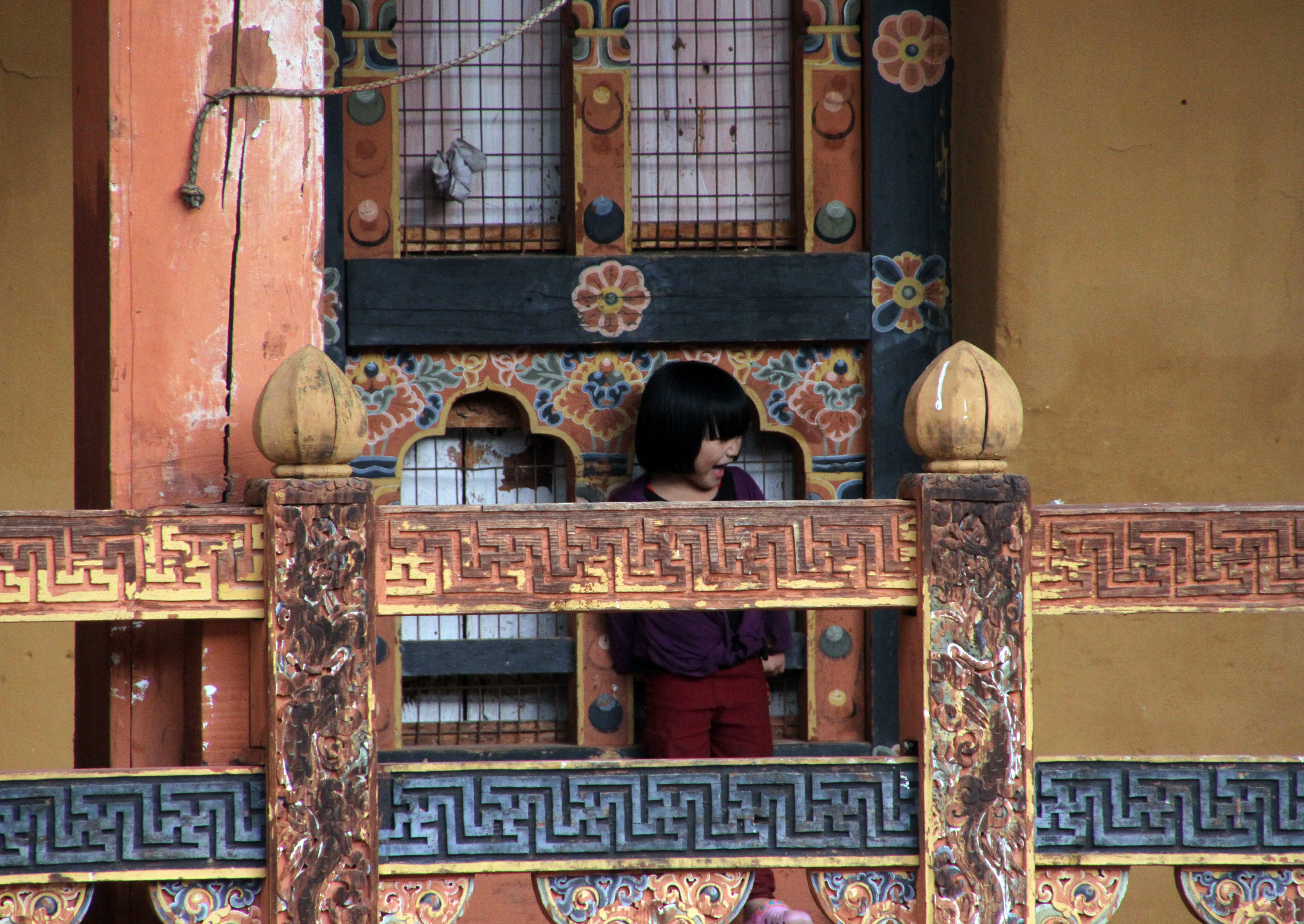
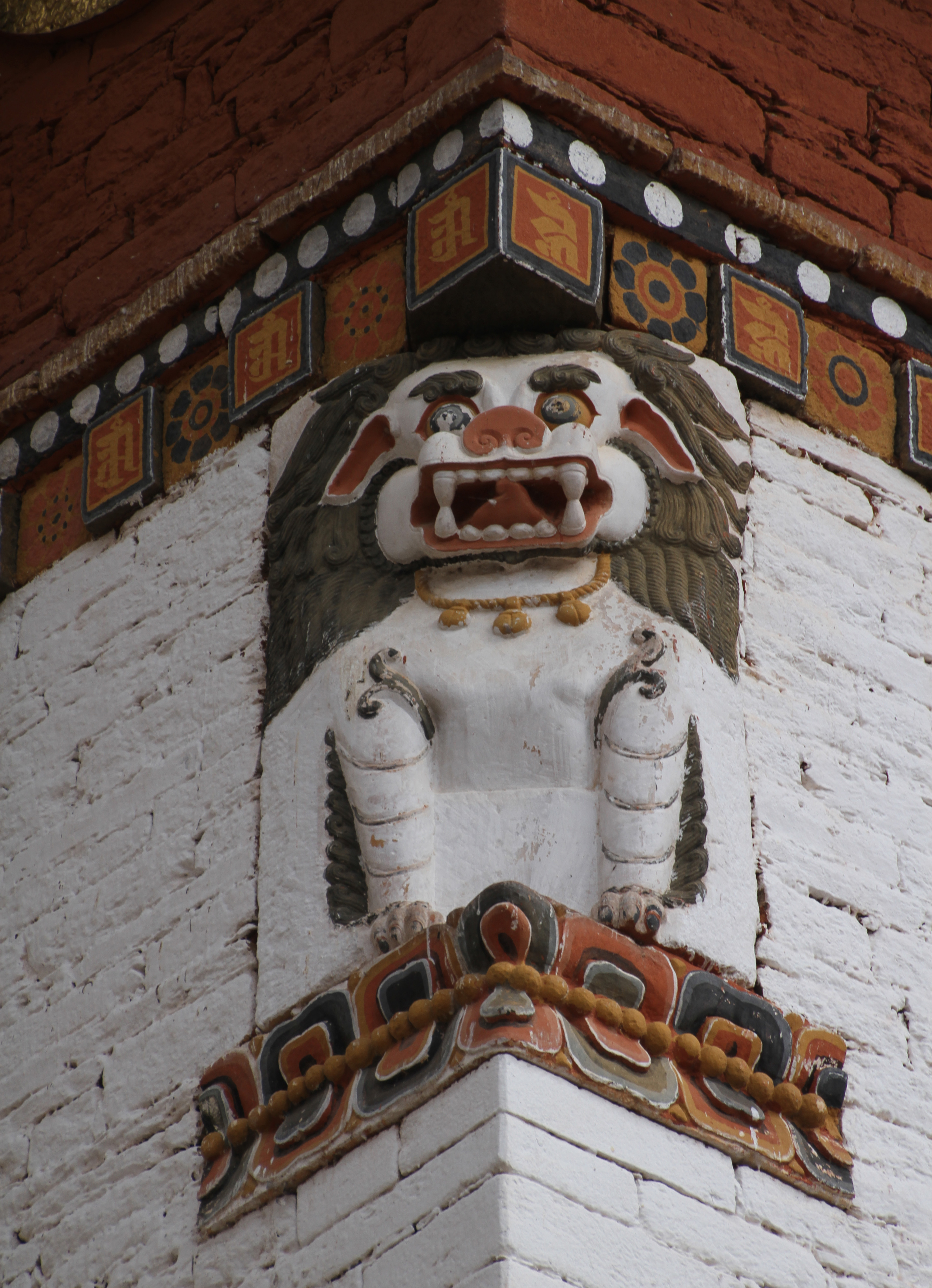
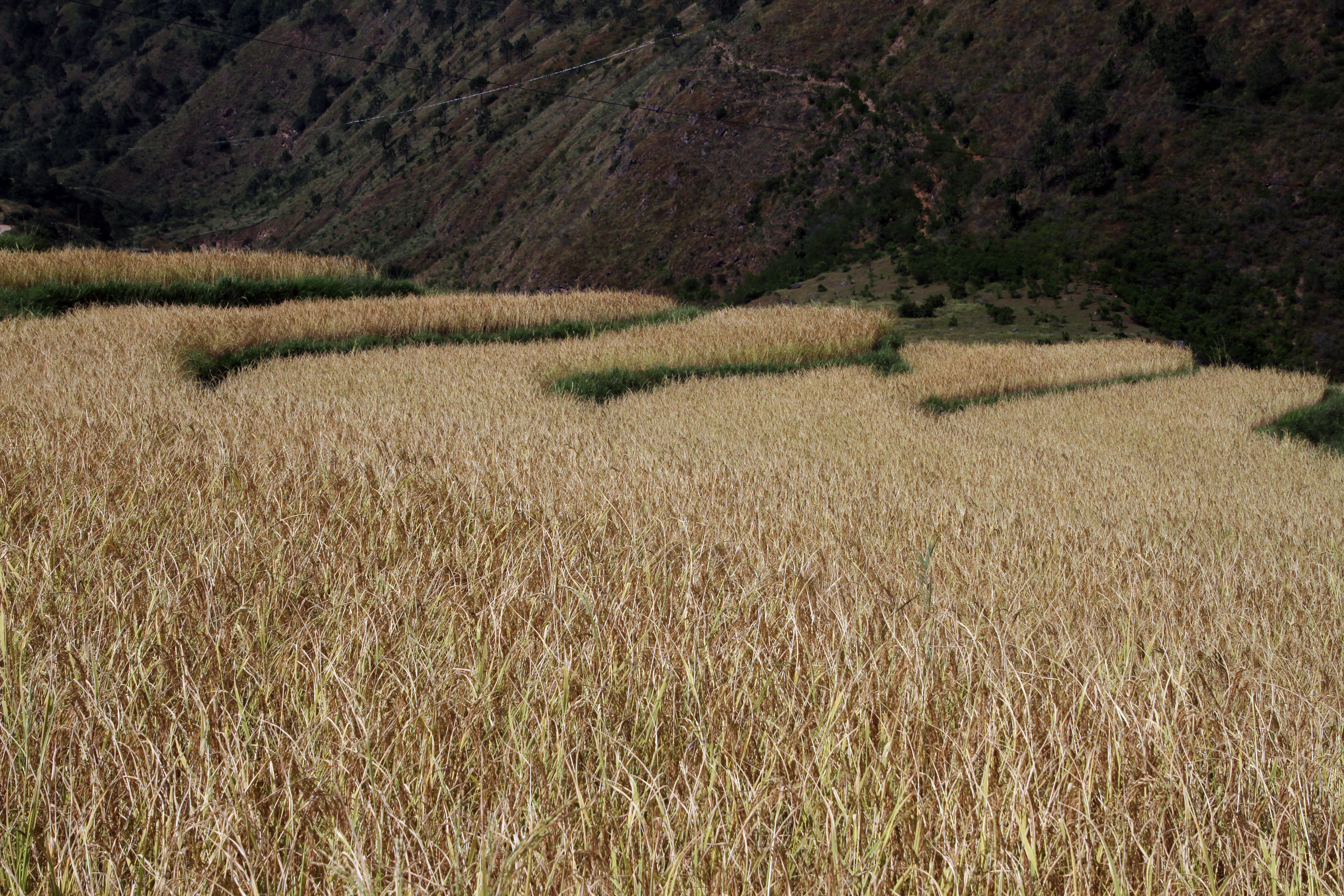
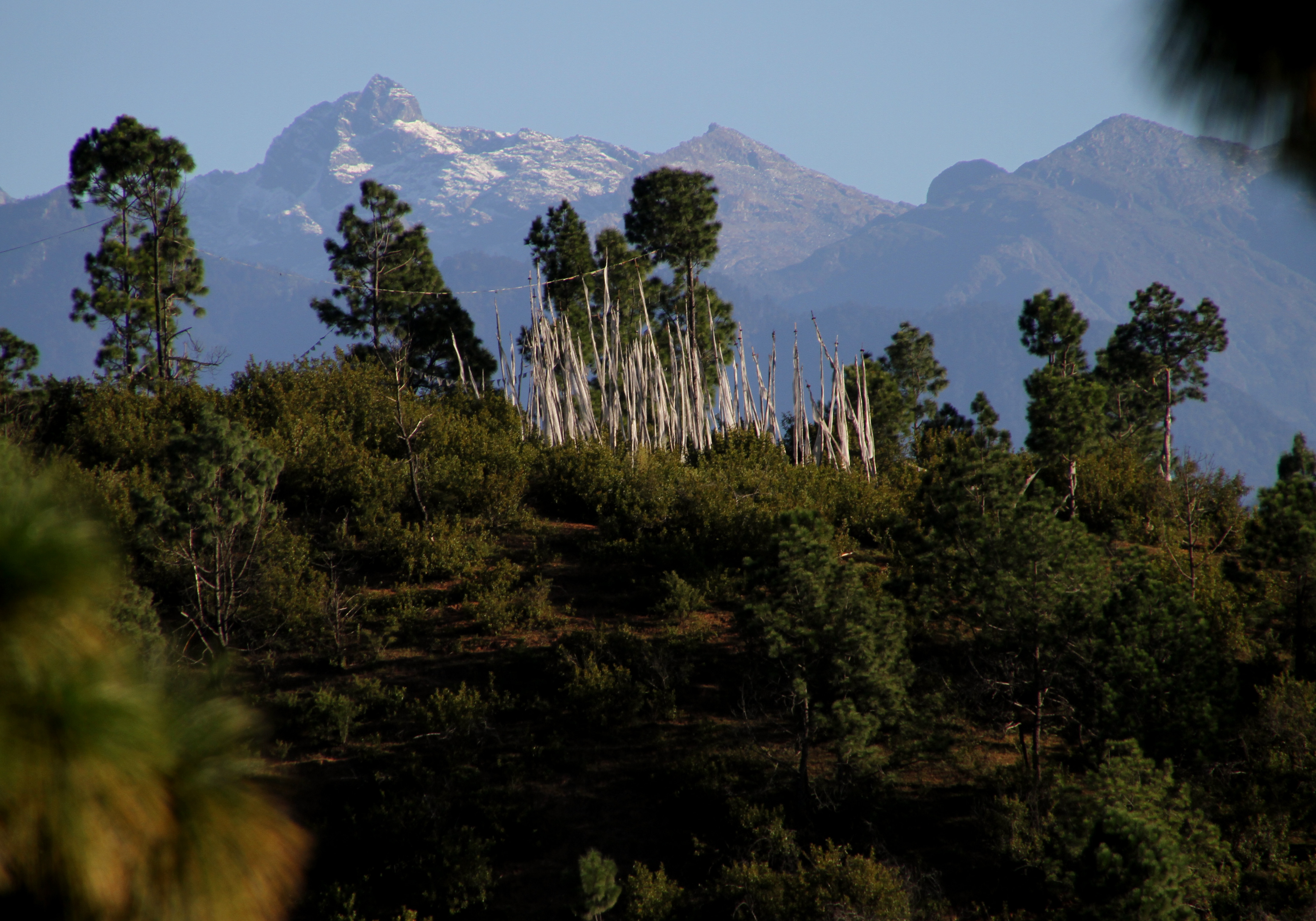
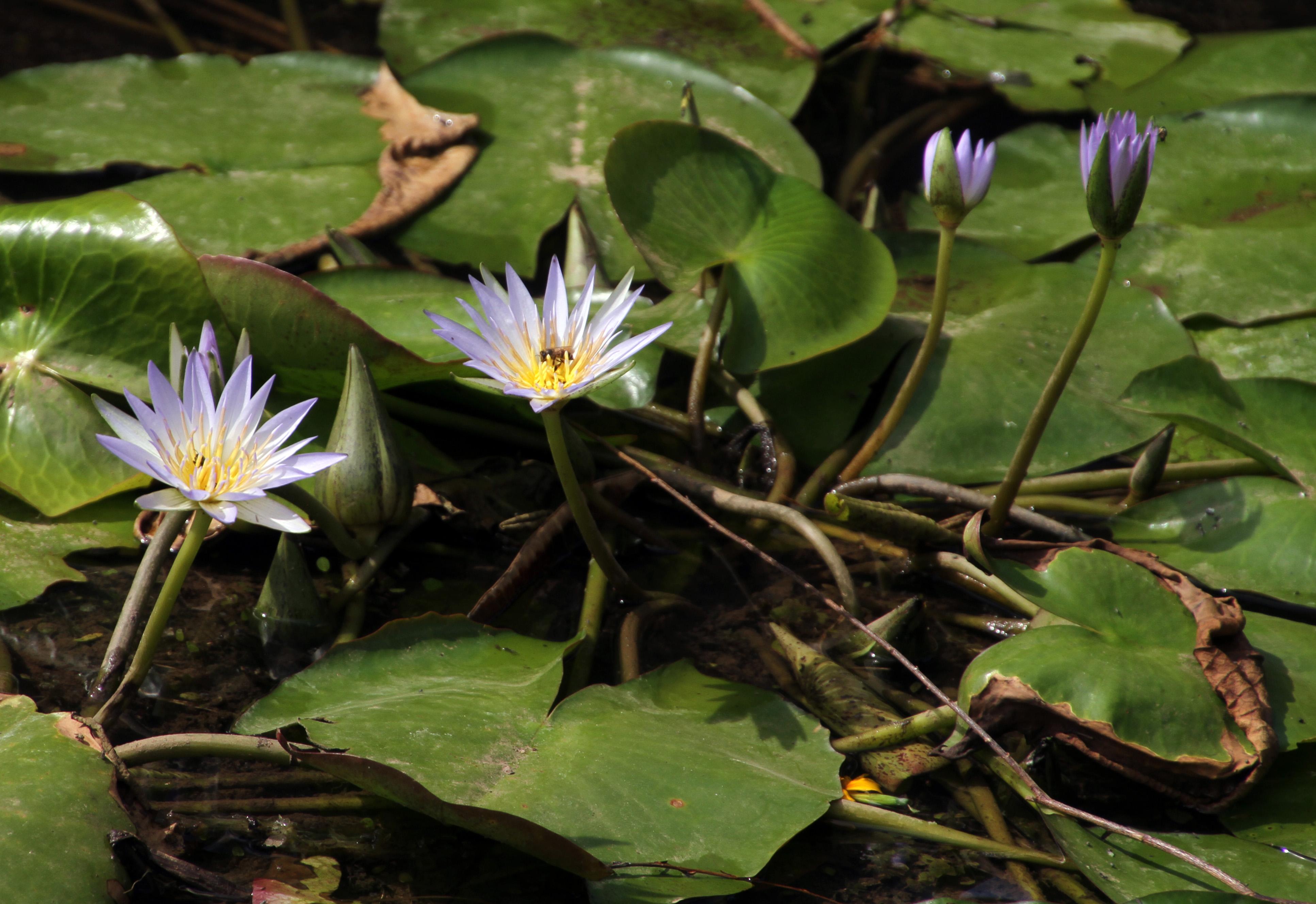
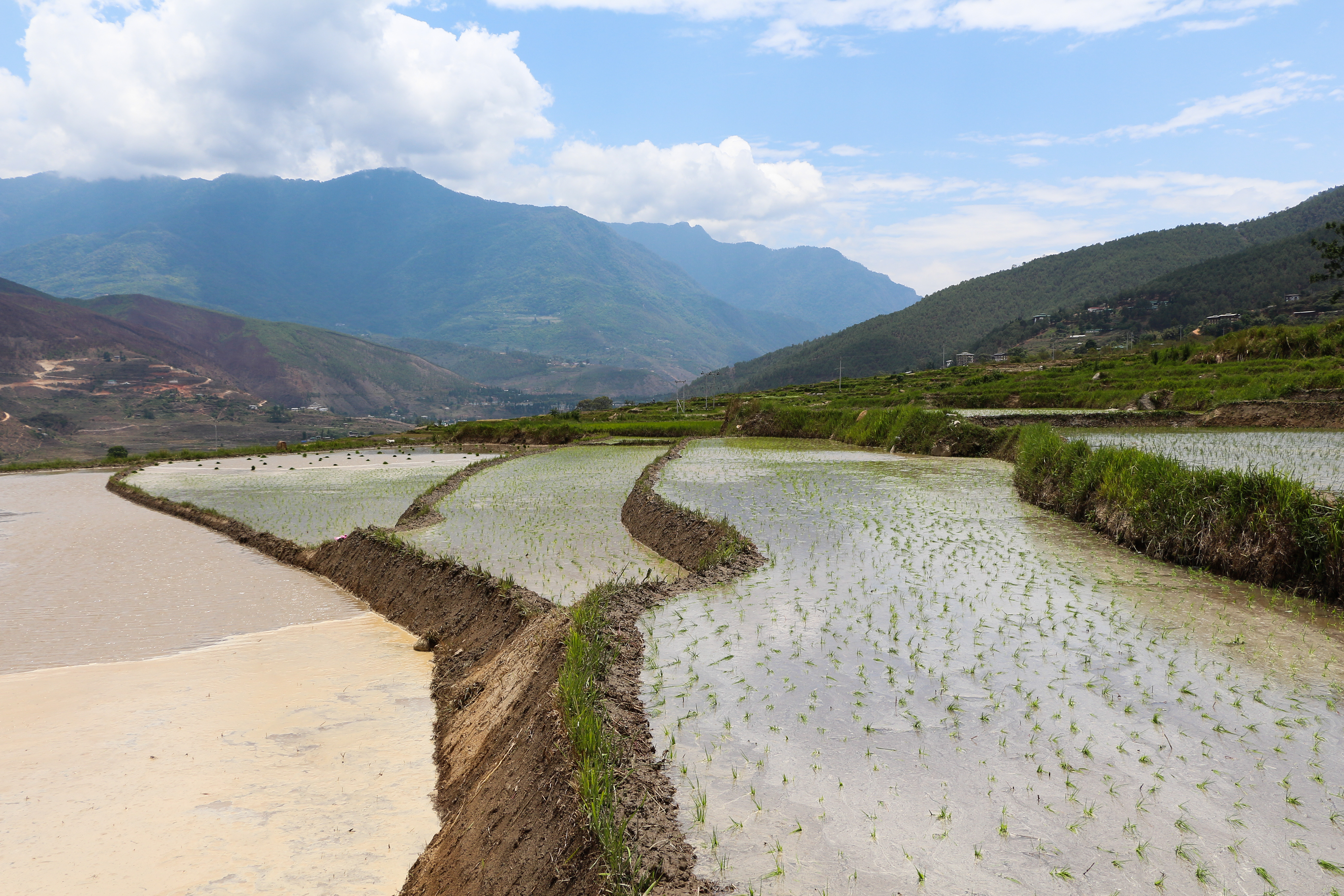
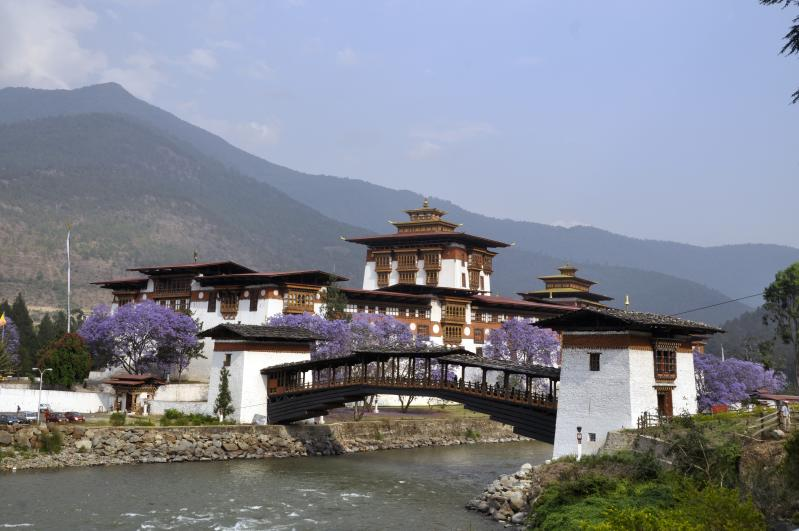